# یودی‌او درک‌اشنایدر
یودی‌او درک‌اشنایدر (به انگلیسی: Udo Dirkschneider) خواننده، آهنگساز و موسیقیدان آلمانی است. همچنین او پایه‌گذار گروه هوی متال اکسپت نیز است. او به داشتن صدایی منحصر به‌فرد، پوشیدن لباس‌های منقش به تصاویر، قدی کوتاه و داشتن موهای کوتاه بلوند مشهور است.
درک‌اشنایدر در ۱۹۶۸ گروه اکسپت را با همکاری میشائیل واگنر پایه‌گذاری کرد که البته عنوان بند ایکس، نام آن زمان گروه بود. یودی‌او همکاری خود را با اکسپت تا سال ۲۰۰۵ ادامه داد و پس از آن در سال ۲۰۰۹ با تشکیل مجدد گروه، وی به ترکیب گروه بازنگشت و جای وی را مارک تورنیلو گرفت.
در ۱۹۸۷ هنگامی که اکسپت به‌طور موقت منحل شد، درک‌اشنایدر گروه یو.دی.او. را تشکیل داد. اگر چه در طول زمان بارها اکسپت مجدداً فعال شد اما همچنان درک‌اشنایدر گروه یو.دی.او. را در کنار کارهای دیگر رهبری می‌کرد.
درک‌اشنایدر همکاری با چندین گروه دیگر را نیز تجربه کرده‌است، از این قبیل می‌توان به همکاری او در ۱۹۹۱ با گروه همرفال اشاره کرد که قطعه «می‌خواهم رها باشم» از گروه پاور متال آلمانی هلووین را به صورت اجرای مجدد، توسط آن‌ها اجرا شد. در این اجرا کای هانسن و درک‌اشنایدر به صورت عضو مهمان حضور داشتند. همچنین یودی‌او با گروه‌های ریون، لردی و گروه هوی متال روسی آریا نیز همکاری کرده‌است.